# Nososticta callisphaena
Nososticta callisphaena är en trollsländeart som först beskrevs av Maurits Anne Lieftinck 1937.  Nososticta callisphaena ingår i släktet Nososticta och familjen Protoneuridae. Inga underarter finns listade i Catalogue of Life.